# Luzius Theiler

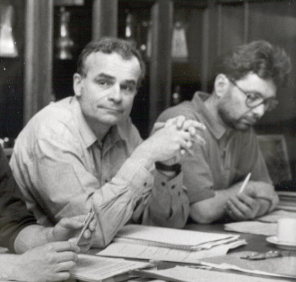
Luzius Theiler (1992), neben ihm Hanspeter Thür

Luzius Theiler (* 1. September 1940 in Königsberg, Ostpreussen, Deutsches Reich; † 6. November 2023 in Bern) war ein Schweizer Politiker (LdU, später GPB–DA/GaP), ehemaliges Mitglied des Berner Stadtrats und ehemaliger Grossrat.

## Leben
Theiler, geboren 1940 in Königsberg als Sohn von Willy Theiler und Georgine Theiler-Burckhardt, war Soziologe (lic. rer. pol.) und Immobilienfachmann und war Geschäftsleiter des Hausvereins Schweiz.
Er gehörte dem Landesring der Unabhängigen an. Als dessen Vertreter war er seit 1967 im Berner Stadtrat. 1968 kritisierte er im Stadtrat bei der Beratung des Verwaltungsberichts der Polizeidirektion, dass vom Staatsschutz «nur gewisse Personen geschützt werden und die bestehende Ordnung gegen unliebsame Kritik verteidigt wird». Er gründete 1976, zusammen mit Daniele Jenni, die Demokratische Alternative Bern (heute Grün alternative Partei), da ihnen ein Eintritt in die POCH auf Grund v. a. persönlicher Differenzen mit deren damaligen Exponenten unmöglich erschien. In den frühen 1980er Jahren war Theiler als Grossrat des Kantons Bern massgeblich an der Aufdeckung der Berner Finanzaffäre beteiligt. 1993 war er ein Gründungsmitglied der European Federation of Green Parties.
Theiler gehörte von 1968 bis 1978 und von 1989 bis 1999 dem Berner Stadtrat an. Am 17. Januar 2008 rückte er nach dem Tod von Daniele Jenni erneut in den Stadtrat nach, dem er anschliessend bis Juli 2020 angehörte. Bei den Wahlen im November 2020 wurde er nicht mehr gewählt.
Theiler hatte zwei Kinder und wohnte in Bern, wo er am 6. November 2023 im Alter von 83 Jahren starb.

## Publikationen (Auswahl)
- Wie berechne ich einen fairen Mietzins? 8. Auflage. Hausverein Schweiz, Bern 2007.
- Baupfusch muss nicht sein! So wappnen Sie sich gegen Baumängel und Kostenüberschreitungen. Hausverein Schweiz, Luzern 2006, ISBN 978-3-033-00756-7 (Casanostra-Ratgeber. Buchbeschreibung).
- Worauf achten beim Erwerb von Wohneigentum? Ein Ratgeber. 2., aktualisierte und ergänzte Auflage. Hausverein Schweiz, Bern 1998, ISBN 3-9521656-0-3 (Casanostra-Ratgeber. Buchbeschreibung).
- Warum ein GATT-Referendum? Informationen, Hintergründe und eine Meinung zur Diskussion. 5. Ausgabe. Überparteiliche Plattform GATT vors Volk, Bern 1995.
- NEAT. Verein Überparteiliches Komitee gegen das NEAT-Projekt Lötschberg/Simplon, Bern 1989.
- Luzius Theiler, Michael Kaufmann, Regula Mader: Die Stadt-Land-Initiative: Texte, Argumente. Sekretariat der Stadt-Land-Initiative gegen die Bodenspekulation, Bern 1988.
- Heinz Bäbler, Luzius Theiler: Wer des zahlt, will mitreden! Dokumentation und Argumentenkatalog zur Volksabstimmung vom 26. Febr. 1978 «Demokratie im Nationalstrassenbau» (Initiative Franz Weber). Zentrales Abstimmungssekretariat Demokratie im Nationalstrassenbau, Bern 1978.
- Luzius Theiler, Jakob Hohl: Frauen in der Politik: Ungleiche Chancen trotz gleicher Rechte. Eine politisch-soziologische Untersuchung in zwei Zürcher Stadtkreisen. Baden-Verlag, Baden 1975.
- Bern 80: Ideen für eine wohnliche Stadt. Landesring der Unabhängigen, Bern 1970.
- Luzius Theiler, Ruedi Jost: Achtung: der Aargau Landesring Aargau, Baden um 1965.